# 2010年代马来西亚
2010年代马来西亚: 2010年马来西亚 / 2011年马来西亚 / 2012年马来西亚 / 2013年马来西亚 / 2014年马来西亚 / 2015年马来西亚 / 2016年马来西亚 / 2017年马来西亚 / 2018年马来西亚 / 2019年马来西亚
2010年代，是马来西亚独立后的第五個十年，相當於建国54年至63年。

## 大事紀

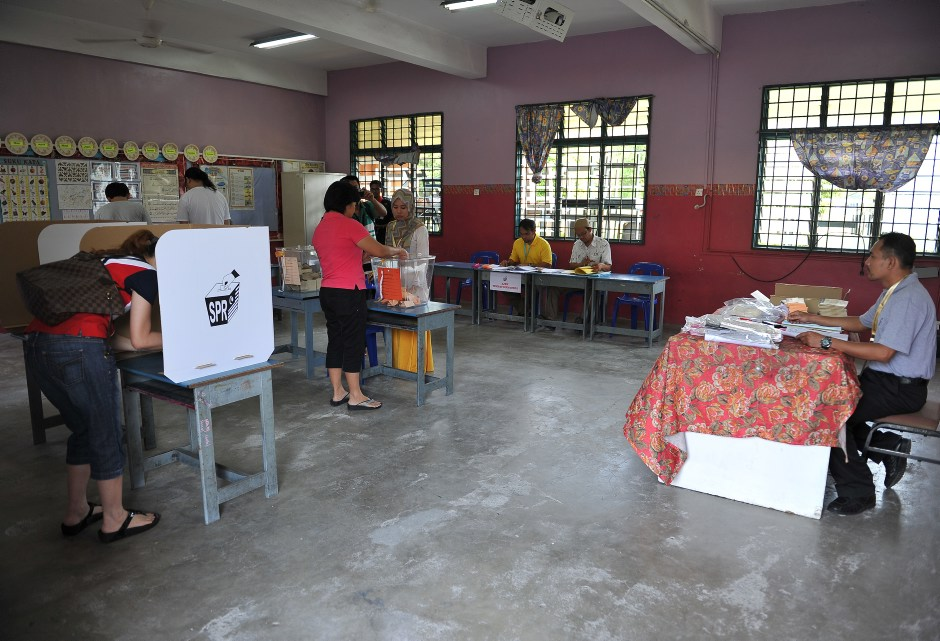
2013年马来西亚大选的一个投票站，本届大选的投票率也是历年最高，达85%

- 2013年2月12日：蘇祿國蘇丹賈馬魯基蘭三世之弟拉惹莫達阿茲慕迪基蘭率領逾百人攜帶武器乘船從菲律賓南部進入沙巴索地，與當地警察於拿篤的甘榜丹道發生對峙，開始了“拿篤衝突”。
- 2013年5月5日：2013年馬來西亞第十三屆全國大選，執政联盟國陣再度執政馬來西亞，但是席位比上屆大選少，反對黨聯盟民聯的席位则有所增加。
- 2015年4月1日：马来西亚政府正式落实消费税制度，其税率为百分之六。
- 2015年7月3日：美国《华尔街日报》揭露，中东神秘人物将7亿美元（约26亿马币）的政治献金汇入马来西亚首相纳吉·阿都拉萨的银行户口里，以用作其下的「一个马来西亚发展有限公司」（1MDB），引起坊间争议，最终他被马来西亚法庭裁决无罪[1]。
- 2015年10月27日：纳吉起诉林良实诽谤案
- 2017年2月13日：朝鲜领导人金正恩的哥哥金正男在马来西亚雪兰莪雪邦县的吉隆坡第二国际机场准备登机前往澳门时，突遭两名女子袭击，后于送往布城医院途中不治身亡[2]。
- 2018年5月9日：2018年馬來西亞第十四屆全國大選，反對阵线希望聯盟以简单多数席位勝選，終結國民陣線執政聯盟自馬來西亞獨立以來近61年的執政，達成馬來西亞首次中央政府政黨輪替紀錄，也讓將二度擔任首相的马哈迪·莫哈末成為目前最高齡的國家領導人。

## 文化

### 世界遗产
- 2012年7月6日：位于霹雳州上霹雳县的玲瓏谷地考古遺址正式被列入世界文化遗产名录，是马来西亚第一个被列入世遗的考古遗址和第二个世界文化遗产[3]。

## 交通

### 公路

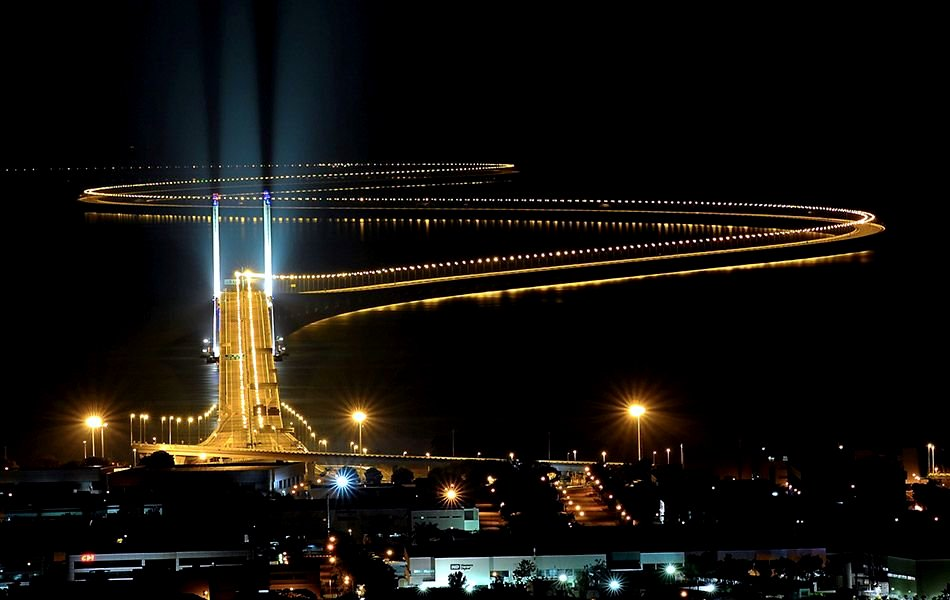
苏丹阿都哈林大桥是东南亚最长的跨海大桥，于2014年建成

- 2010年5月18日：位于雪兰莪的哥文宁－莎亚南大道通车[4]。
- 2010年7月1日：南巴生谷大道从沙登南巴生谷大道交通枢纽至太子城的1B路段通車[5]。
- 2010年8月10日：加影－芙蓉大道全线通車[6]。
- 2010年12月7日：槟城日落洞至峇六拜的沿海高速公路正式易名为“敦林苍祐大道”[7]。
- 2011年6月10日：士乃－迪沙鲁大道巴西古当至迪沙鲁连同柔佛河大桥的第二阶段通车[8]。
- 2011年6月23日：吉隆坡－瓜拉雪兰莪大道（英语：Kuala Lumpur – Kuala Selangor Expressway）通车[9]。
- 2011年8月26日：依斯干达滨海高速公路敦阿都拉萨路至武吉英达路段通车[10]。
- 2012年4月1日：新山东部疏散大道通車[11]。
- 2012年5月29日：南巴生谷大道从太子城至直落坡的第二路段通車[5]。
- 2013年10月1日：南巴生谷大道直落坡至英达岛的第三路段通車，意味着这条高速公路经13年后全线通车[5]。
- 2014年3月1日：苏丹阿都哈林大桥（槟二桥）正式开幕，并在隔天凌晨通车[12]。
- 2014年4月15日：吉隆坡新街场大道延伸道路通车。
- 2015年1月31日：东海岸大道第二阶段全线通车[13]。
- 2015年2月16日：备受争议的金銮－白沙罗大道计划被雪兰莪州政府取消[14]。
- 2015年11月5日：安邦吉隆坡高架大道第二阶段加宽高架道路工程通车[15]。
- 2016年1月1日：古晋敦沙拉胡丁大桥解除收费[16][17]。
- 2017年9月28日：大使路－淡江大道敦拉萨连贯公路和冼都巴沙至文良港路段通车[18]。
- 2017年10月23日：大使路－淡江大道斯里白沙罗连贯公路通车[19]。
- 2017年11月28日：万挠绕道通车[20]。

### 铁路

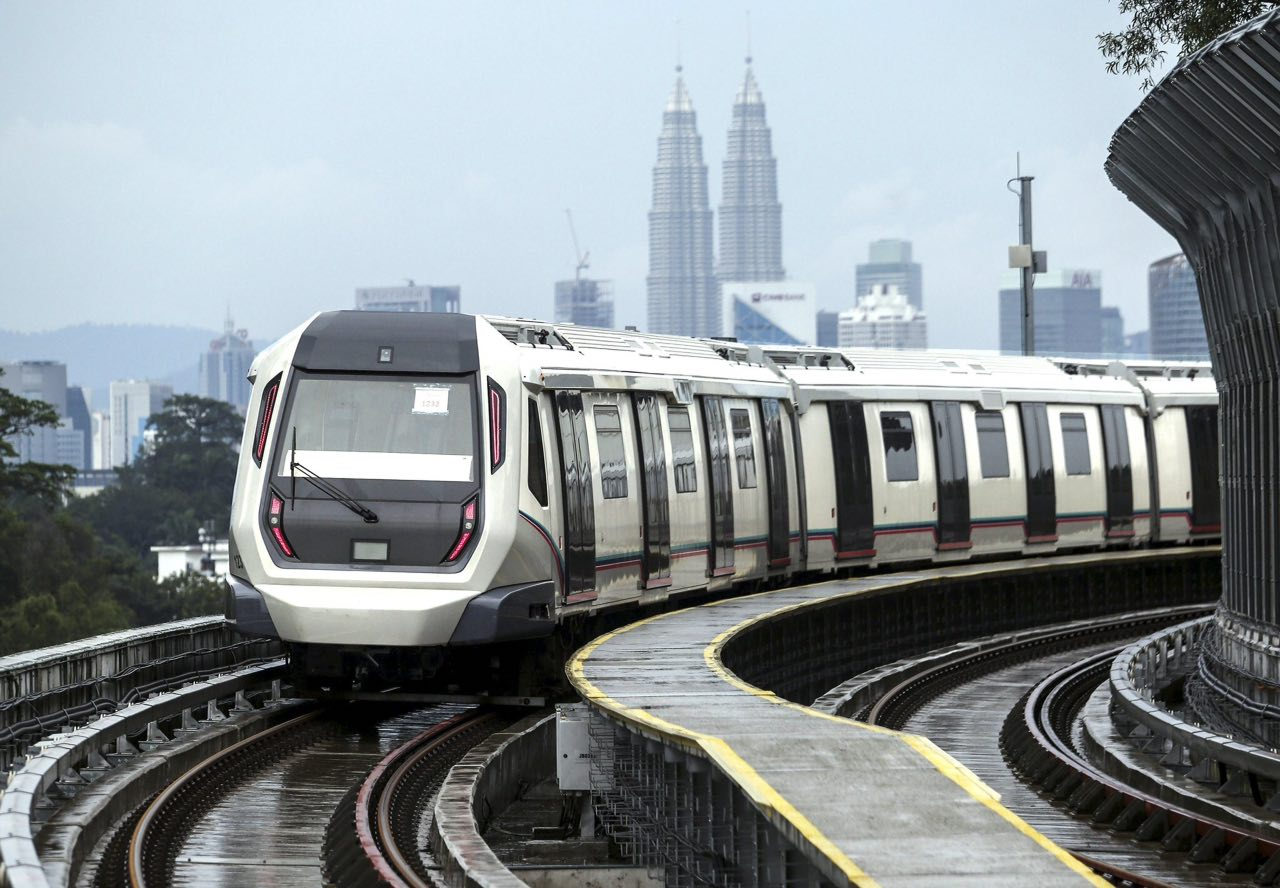
双溪毛糯－加影线是马来西亚第一条捷运线，于2017年全线通车

- 2010年8月12日：怡保站至芙蓉站開通KTM電動列車服務[21]。
- 2014年5月1日：吉隆坡机场快铁延长至吉隆坡第二国际机场站的机场铁路通车[22]。
- 2015年6月2日：梳邦再也双威BRT通车[23]。
- 2015年9月11日：KTM通勤铁路北马区正式开通，为北马四个州属槟城、吉打、玻璃市和北霹雳提供服务[24]。
- 2016年6月30日：吉隆坡快捷通安邦线（大城堡线）和格拉那再也线延长线全面通车[25]。
- 2017年7月17日：双溪毛糯－加影线（吉隆坡捷运1号线）从双溪毛糯站至加影站全面通车[26]。
- 2017年12月4日：自2013年起中止服务的马六甲单轨列车（英语：Melaka Monorail）重新投入运作。

## 教育

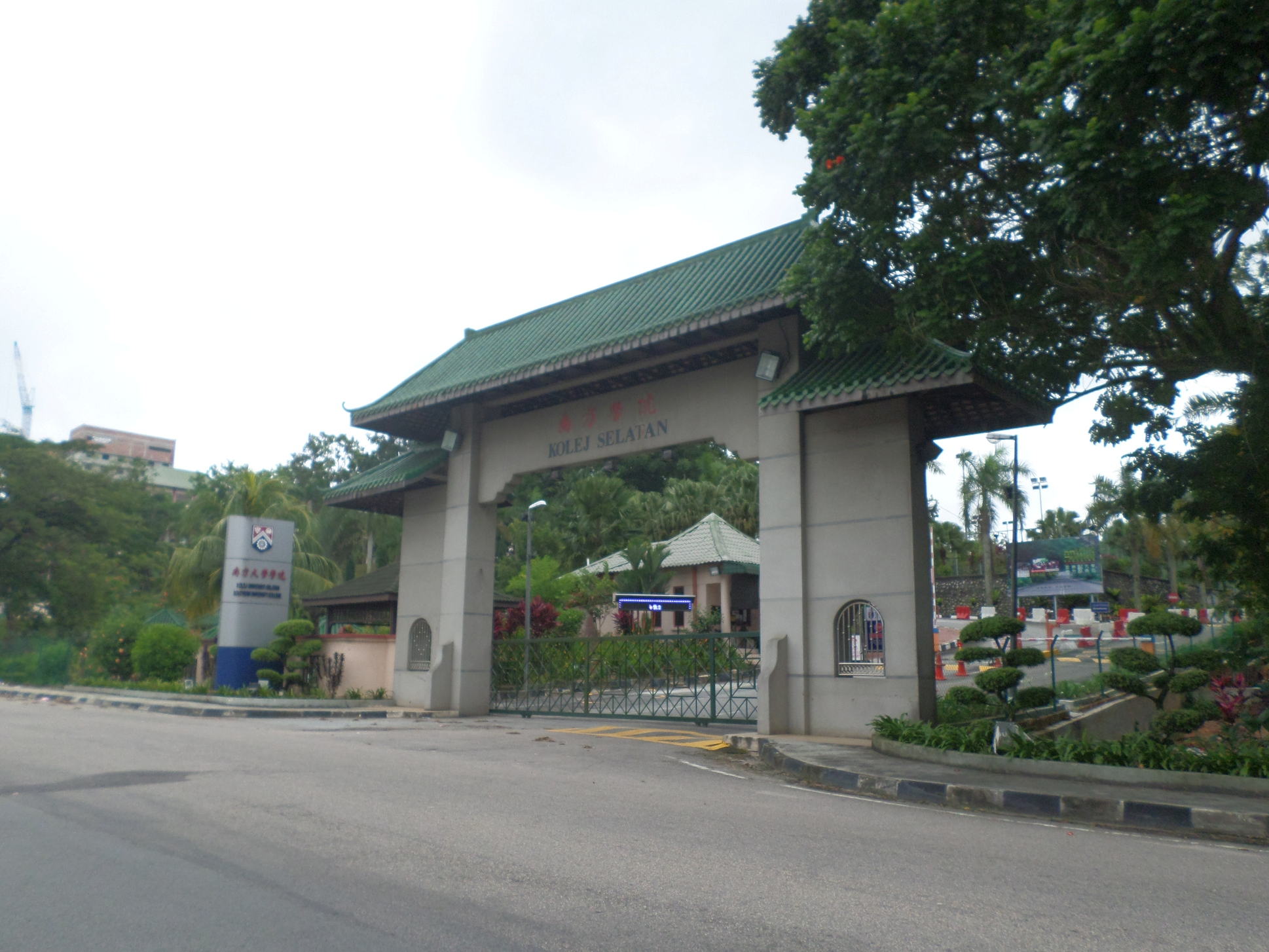
南方大学学院

- 2011年：位于依斯干达公主城的教育城（EduCity）正式投入运作，是亚洲首个综合校区学院，现有7所高等学府和2间国际学校[27]。
- 2012年8月10日：位于士姑来的南方学院升格为南方大学学院[28]。
- 2013年5月2日：拉曼学院升格为拉曼大学学院[29]。
- 2015年9月：厦门大学马来西亚分校首期建筑正式投入运作。
- 2017年2月22日：拉曼大学宣布委任马华公会前总会长林良实为该大学名誉校长，而林良实原本担任的拉曼大学理事会主席，则由马华前总秘书陈祖排接任。拉曼大学发文告说，该大学是为了表彰林良实对拉曼一生不懈的努力及无畏和无私的奉献，而于该年1月18日的理事会会议上，决定委任他为拉曼大学名誉校长[30]。
- 2017年10月26日：馬來西亞教育部同意新建10所华文小学和搬迁6所濒临关闭的华文小学，大部分地点皆落在雪兰莪和新山县。
- 2017年11月3日：槟城韩江学院升格为韩江传媒大学学院[31]。
- 2018年2月9日：吉打英沙尼亚大学学院升格为苏丹阿都哈林国际伊斯兰大学[32]。

## 災難事故

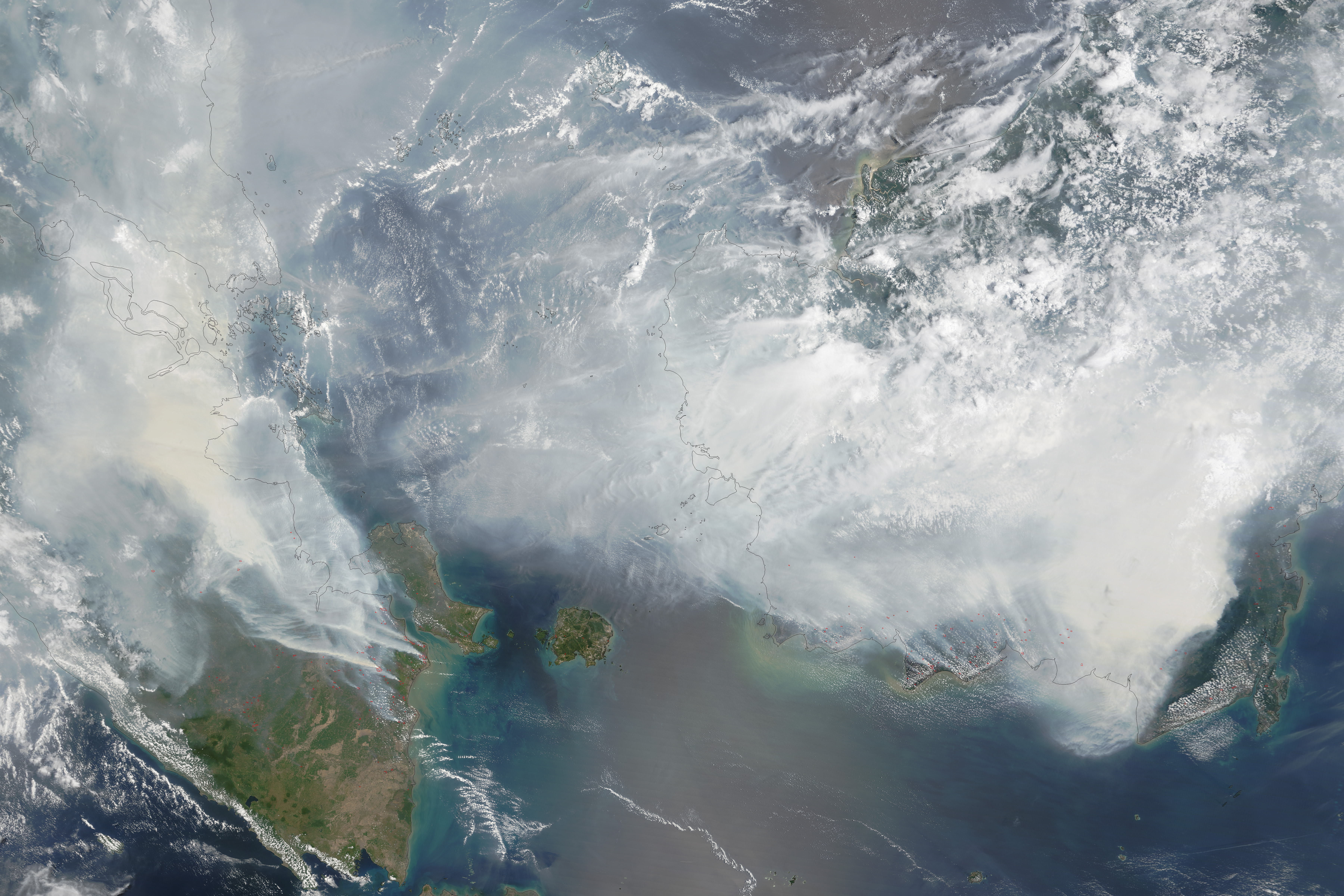
2015年烟霾空照图，可见马来西亚半岛和东马几乎被云层笼罩

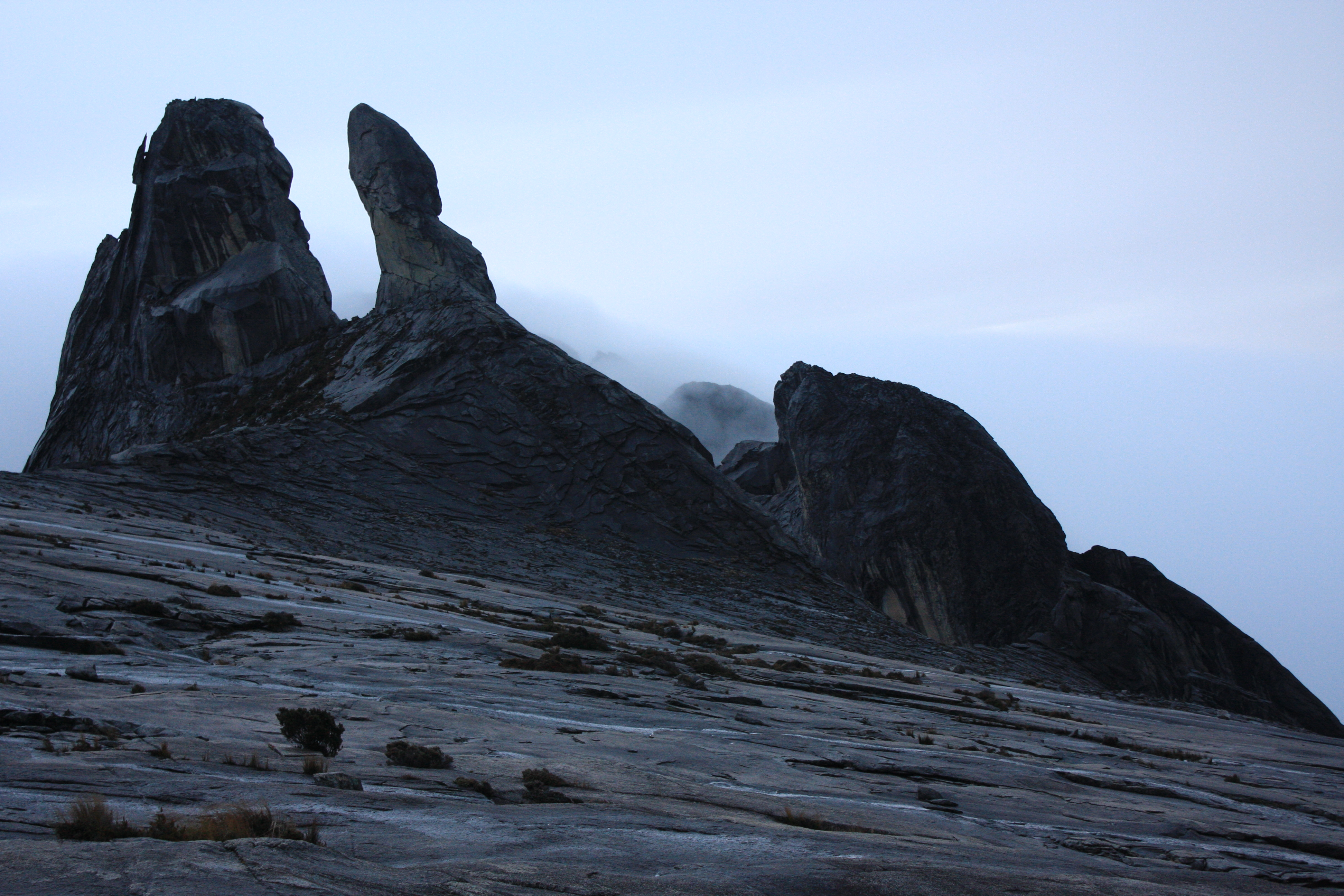
2015年沙巴地震后的京那巴鲁山

- 2014年3月8日：马来西亚航空370号班机在执行由吉隆坡国际机场飞往北京首都国际机场航线时于马来西亚当地时间凌晨1时21分在馬來西亞與越南的航空管制區內失去與塔台的聯繫，之后該機折返回馬來西亞，并在馬來西亞霹靂島上空失去衛星聯絡訊號，至今下落不明[33]，机上227名旅客及12名机组人员遇难（其中50人包括机组成员是马来西亚人）。
- 2014年7月17日：马来西亚航空17号班机在执行由阿姆斯特丹史基浦机场飞往吉隆坡国际机场航线时于乌克兰当地时间14时19分在乌克兰靠近俄罗斯边界10,058米高空遭9K37 “山毛榉”地对空导弹击落，机上280名乘客和15名机组成员悉数遇难[34]（其中43人包括机组成员是马来西亚人）。
- 2015年6月5日：马来西亚沙巴州兰瑙发生6.0级地震，是马来西亚自1976年以來震度最強的地震[35]。据英国广播公司（BBC）报导，地震造成京那峇魯山上18人死亡[36]，137名登山客受困，隨後全數救出。
- 2015年9月：受烟霾影响，马来西亚各地污染指数上升，而许多学校也因烟霾而被迫停课，源头是印尼的刀耕火种（即烧芭）活动[37]。
- 2017年2月18日：柔佛州新山内环路（英语：Johor Bahru Inner Ring Road）发生致命交通事故，华裔女生沈可婷驾车撞向骑“蚊型脚车”飚车的青少年，造成8人死亡，8人受伤[38]。
- 2017年10月21日：槟城丹绒武雅发生一起工地意外，造成估计14人丧命。
- 2017年11月5日：槟城发生暴雨袭击，造成7人死亡[39]。
- 2019年9月：：受烟霾影响，马来西亚各地污染指数上升，而许多学校也因烟霾而被迫停课，源头是印尼婆罗洲和苏门答腊岛的刀耕火种（即烧芭）活动。

## 逝世
- 2010年1月22日：苏丹马末·依斯干达 ，78歲，柔佛州第21任蘇丹，1984年至1989年任马来西亚第8任最高元首。[40]
- 2012年12月22日：林敬益，73岁，民政党前主席，曾在马来西亚内阁担任能源、水务及通讯部部长，因癌症病逝。[41]
- 2013年1月28日：拿督莊友明，83歲，男子羽毛球运动员。[42]
- 2013年9月16日：陈平，89岁，马来亚共产党最后一任总书记[43]。
- 2013年12月25日：陈诗圣，77岁，居銮中华中学前任校长、时任居銮篮球总会会长，因车祸辞世[44]。
- 2014年4月17日：卡巴星，74歲，武吉牛汝莪國會議員及前民主行動黨全國主席，因交通意外逝世。[45]
- 2014年12月30日：阿都哈密再那阿比丁，70岁，曾任首相署宗教事务部长。
- 2015年2月12日：聂阿兹，84岁，吉兰丹州第12任州务大臣，马来西亚伊斯兰党精神领袖，癌症[46]。
- 2016年9月23日：阿末纳吉，王丽涓谋杀案凶手，被执行死刑[47]。
- 2017年1月11日：阿德南·沙甸，72歲，砂拉越州首席部長。[48]
- 2017年9月11日：苏丹端姑阿都哈林，89岁，马来西亚第五及第十四任最高元首、吉打州第二十八任苏丹。[49]
- 2017年10月18日：杨忠礼，87岁，企业家、慈善家，杨忠礼集团创立人。[50]
- 2017年12月26日：沙農·阿末，84歲，作家。[51]
- 2018年2月21日：仇志強，69歲，華裔足球運動員，有「亞洲鋼門」之稱，因前列腺癌病逝。[52]
- 2019年5月3日：房良通，74岁，居銮中华中学前校长，因在其住家浴室跌倒去世[53]。
- 2019年5月22日：苏丹阿末沙，88歲，第五任彭亨州苏丹，第七任马来西亚国家元首，因身体虚落而驾崩。[54]
- 2019年9月21日：莫哈末法力·莫哈末拉菲克,42岁， 马来西亚首相署副部长（负责国家团结及社会和谐事务），因心脏病而死于任内
- 2019年11月28日：郭全强，89岁，董总前主席[55]。